# Distrikt Huay-Huay
Der Distrikt Huay-Huay, alternative Schreibweisen: Distrikt Huay Huay und Distrikt Huayhuay, liegt in der Provinz Yauli in der Region Junín in Zentral-Peru. Der Distrikt wurde am 5. Mai 1960 gegründet. Er hat eine Fläche von 193 km². Beim Zensus 2017 wurden 2040 Einwohner gezählt. Im Jahr 1993 lag die Einwohnerzahl bei 1975, im Jahr 2007 bei 1675. Sitz der Distriktverwaltung ist die 3970 m hoch gelegene Ortschaft Huay-Huay mit 1196 Einwohnern (Stand 2017). Huay-Huay liegt am Río Huari, einem rechten Nebenfluss des Río Mantaro, 22 km südlich der Provinzhauptstadt La Oroya.

## Geographische Lage
Der Distrikt Huay-Huay liegt im Andenhochland im zentralen Süden der Provinz Yauli. Der Distrikt liegt am rechten Flussufer des in Richtung Nordosten fließenden Río Huari. Der Distrikt erstreckt sich über das Einzugsgebiet dessen linken Quellflusses Rio Andaychagua.
Der Distrikt Huay-Huay grenzt im Westen und im Nordwesten an den Distrikt Yauli, im Nordosten an den Distrikt La Oroya, im Osten an den Distrikt Chacapalpa sowie im Süden an den Distrikt Suitucancha.

## Ortschaften
Im Distrikt gibt es neben dem Hauptort folgende größere Ortschaften:
- San José de Andaychagua (725 Einwohner)